# 横須賀市立追浜中学校
横須賀市立追浜中学校（よこすかしりつ おっぱまちゅうがっこう）は、神奈川県横須賀市夏島町にある公立中学校。

## 概要
1961年4月、過密状態であった横須賀市立田浦中学校から分離、開校した。初代校長には井汲暢が着任した。開校時は木造校舎を使用していたが、1981年から1983年にわたって改築された。1970年代後半には湘南鷹取団地の拡大に伴って生徒数が急増し、横須賀市立鷹取中学校が分離独立した。1990年代以降は学区内が少子化の傾向にあり、生徒数が減少し空き教室が目立っている。
1970年代には鷹取川の汚染が酷く夏場には異臭が発生していたが、下水道の普及や生徒及び地域住民の努力により水質が改善され、道沿いにはフラワーラインが作られるなどしている。
2011年には敷地内のサクラが景観重要樹木に指定された。

### 年表
- 1961年（昭和36年）4月 - 開校。
- 1980年（昭和55年）4月1日 - 鷹取中学校が分離。
- 2011年（平成23年）4月 - 敷地内のサクラが景観重要樹木に指定される。

## 部活動

### 運動部
- 野球部
- サッカー部
- 男子バスケットボール部
- 女子バスケットボール部
- 男子ソフトテニス部
- 女子ソフトテニス部
- バレー部
- ソフトボール部
- 柔道部
- 剣道部
- 卓球部
- バドミントン部
- 陸上部

### 文化部
- 家庭科部
- 科学部
- 美術部

## 通学区域
2014年度は以下の通りである。
- 鷹取
- 追浜本町
- 夏島町
- 浦郷町
- 追浜東町
- 浜見台
- 追浜町
- 追浜南町

## 進学前小学校
以下の小学校の通学区域全域から進学する。
- 横須賀市立追浜小学校
- 横須賀市立夏島小学校
- 横須賀市立浦郷小学校

また、公立学校選択制により、以下の学校からも進学できる。
- 横須賀市立鷹取小学校
- 横須賀市立船越小学校
- 横須賀市立田浦小学校
- 横須賀市立長浦小学校

## 周辺
横須賀市北部、京急本線追浜駅から東へ800mほどの平地にあり、横須賀市の中学校としては最も北に位置する。周辺は主に住宅地だが、東側の埋立地は工業地となっている。
学校の西側には鷹取川が流れ、北側に神奈川県立追浜高等学校、南には横須賀市立北部図書館が隣接している。東には横須賀スタジアムを有する追浜公園が広がり、工業地帯と学校とを隔てている。

## 歴代校長
- 1961年 井汲暢
- 1968年 丸山一雄
- 1970年 加藤説次
- 1975年 長坂綱夫
- 1978年 山川騰
- 1982年 高橋春吉
- 1986年 八巻祥郎
- 1989年 根本邦介
- 1993年 村上眞吾
- 2000年 石綿勇
- 2003年 山田研一
- 2006年 相澤宏一
- 2008年 山下実
- 2011年 岡部俊輔
- 2016年 一柳直行
- 2018年 前島光
- 2021年 堀江宏保
- 2025年溝口洋樹

## 著名な卒業生
- 蒲谷正之 - プロバスケットボール選手、元U-18日本代表、元U-22日本代表（富山グラウジーズ所属